# Zoologisches Museum Göttingen

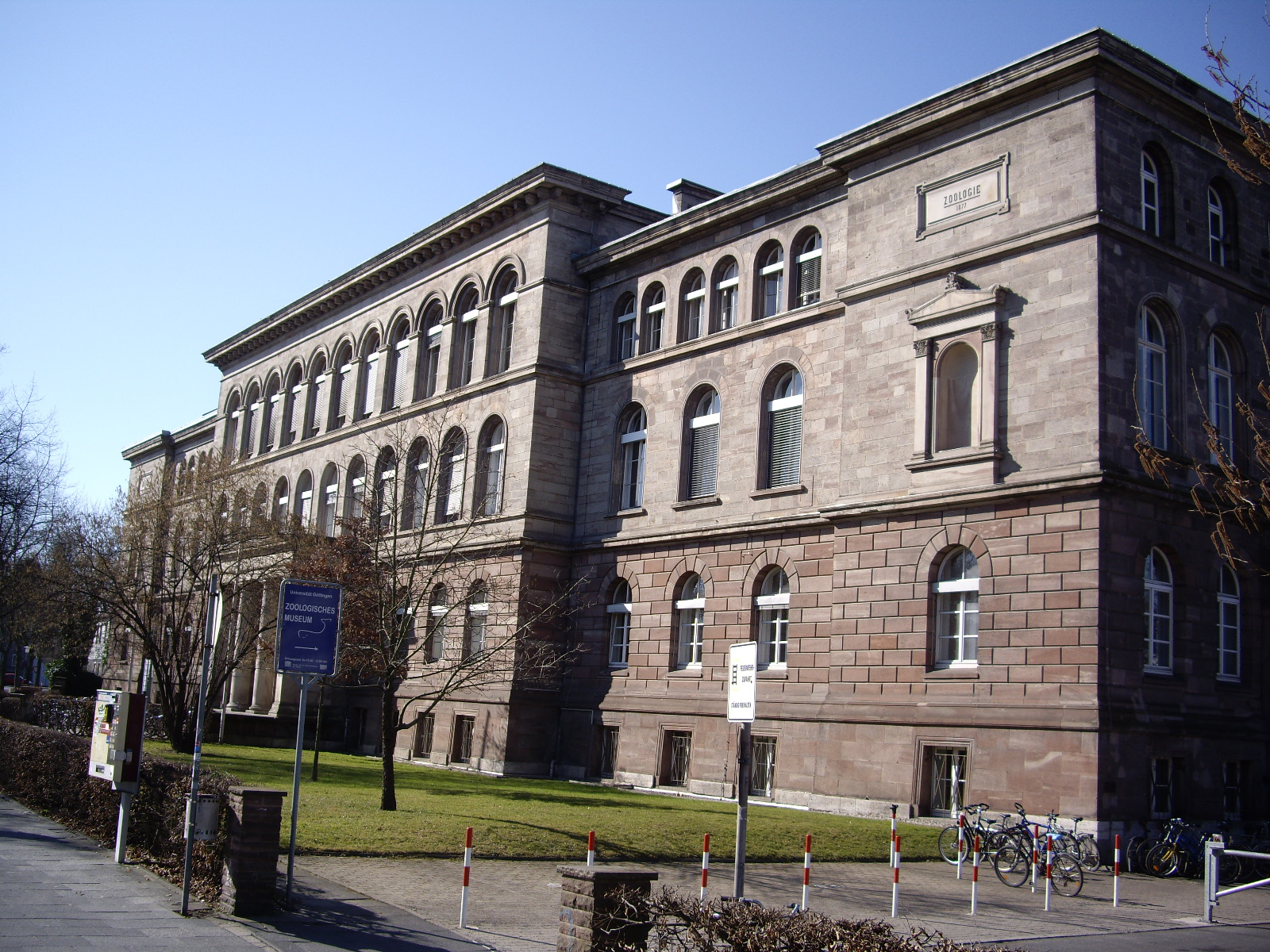
Instituts- und Museumsgebäude, bis 2013

Das Zoologische Museum der Universität Göttingen war Teil der Georg-August-Universität Göttingen, hervorgegangen aus dem Naturhistorischen Museum der Universität Göttingen und beherbergte den öffentlich zugänglichen Teil einer umfangreichen Forschungssammlung von Tierpräparaten und Skeletten. Das Museum war Teil des Johann-Friedrich-Blumenbach Institut für Zoologie und Anthropologie. Es befand sich im ehemaligen Zoologischen Institut der Universität in der Berliner Straße 28, in der Nähe des Göttinger Bahnhofs.
Nach eigenen Angaben beherbergte das Zoologische Museum über 100.000 präparierte Tiere in Gläsern, Schachteln und Kästen. Im Durchschnitt handelte es sich damit um eine eher kleine Sammlung (Überseemuseum Bremen = rund 1 Million Präparate, Zoologisches Museum Hamburg = rund 10 Millionen Präparate). Unter den Sammelstücken befanden sich Belege für neu entdeckte Arten (Holotypen) sowie seltene oder inzwischen ausgestorbene Arten des 18., 19. und 20. Jahrhundert aus vielen Teilen der Welt.
Im Zuge eines großen Gebäudeumbaus ab 2018 ist das Zoologische Museum geschlossen worden. Eine Wiedereröffnung unter der Bezeichnung Biodiversitätsmuseum Göttingen ist für Ende 2026 vorgesehen.
Anfang Juni 2022 wurde im Haus das Universitätsmuseum Forum Wissen eröffnet.

## Geschichte
Johann Friedrich Blumenbach, ein Naturforscher und Begründer der Anthropologie, war der erste Kurator des Museums. Dieses wurde als Königliches Academisches Museum 1773 gegründet. Blumenbach unterstanden auch die Zoologischen Sammlungen, welche 1878 in das neu erbaute Naturhistorische Museum in der Berliner Straße in Göttingen umzog. Durch gute Beziehungen zu Forschungsreisenden der jeweiligen Epochen konnten die Sammlungen kontinuierlich erweitert werden, womit auch ihre Bedeutung wuchs.
Kuratoren des Zoologischen Museums Göttingen:
- 1773–1840 Johann Friedrich Blumenbach
- 1840–1861 Arnold Adolph Berthold
- 1861–1870 Wilhelm Moritz Keferstein
- 1870–1873 Carl Claus
- 1873–1920 Ernst Ehlers
- 1920–1937 Alfred Kühn

## Struktur
Die Ausstellungen im Zoologischen Museum umfassen die Themenbereiche
- Einheimische Tierwelt
- Evolution und System der Tiere
- Knochenbau und Skelette der Wirbeltiere

## Besondere Exponate
- Der „Göttinger Pottwal“. Dabei handelt es sich um das Skelett eines etwa 18 Jahre alten Pottwalbullens, das mit einer Länge von 17 Metern fast ein Viertel der Ausstellungsfläche beanspruchte. Das eingelagerte Skelett wurde 2023 wieder zusammengebaut und an der Decke des Cafés im Forum Wissen aufgehängt.
- Ein Alkoholpräparat und eine Röntgenaufnahme eines Rattenkönigs.